# ملعقة برتقال

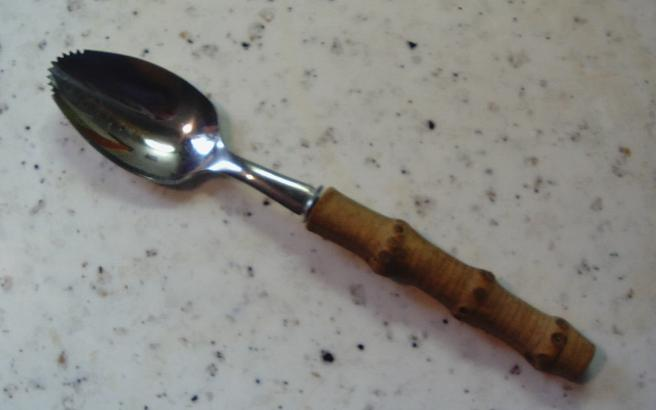
ملعقة برتقال موضوعة على سطح طاولة، ويُلاحظ فيها القمة المسننة لها.

ملعقة البرتقال أو ملعقة الليمون الهندي أو ملعقة الزنباع هي ملعقة شبيهة بملعقة الشاي ذات طرف مسنن؛ تُستخدم لنزع قشور فاكهة كالكيوي والبطيخ كالبرتقال أو الزنباع أو غيرها من الفواكه الحمضية.
يختلف هذا النوع من الملاعق في طرفه المسنن، حيث يتيح لمستخدم الملعقة بغرس الطرف في الفاكهة لتسهيل تقشيرها. تستخدم ملعقة البرتقال أو ملعقة الليمون الهندي أو ملعقة الزنباع لتسهيل عملية تقشير الفواكه الحمضية. بفضل طرفها المسنن، يمكن للمستخدم أن يقوم بغرس الطرف في الفاكهة ويدورها برفق لنزع القشرة الخارجية بسهولة ودقة. هذا يسهل إزالة القشرة بدون أن يتم تشتيت أو تجريح الفاكهة، مما يساعد في الحصول على قطعة فاكهة نظيفة وجاهزة للاستهلاك.
بالإضافة إلى ذلك، ملعقة البرتقال وملعقة الليمون الهندي وملعقة الزنباع تعد أدوات مفيدة لتقديم الفواكه الحمضية بطريقة أكثر أناقة. يمكن استخدامها لإنشاء قوالب أو كرات من الفاكهة بسهولة، مما يعطي تقديمًا جميلًا ومرتبًا للأطباق.
يجب أن يتم اختيار الملعقة المناسبة بناءً على حجم ونوعية الفاكهة. بعض الفواكه الحمضية قد تكون أكثر صلابة وتتطلب ملعقة أكثر قوة ومتانة لنزع القشرة. بالمثل، يمكن أن تكون الفواكه الأكبر حجمًا أكثر تحديًا في عملية التقشير، ومن ثم يمكن استخدام ملعقة أكبر الحجم لهذه الغرض.
في النهاية، ملعقة البرتقال وملعقة الليمون الهندي وملعقة الزنباع تعد أدوات مفيدة وعملية لتقشير الفواكه الحمضية، وتسهل على المستخدمين استمتاعها بطريقة سهلة ومريحة